# 茹阿维尔
茹阿维尔（法語：Jouaville，法語發音：[ʒwavil]）是法国默尔特-摩泽尔省的一个市镇，属于布里埃区。

## 地理
茹阿维尔（49°9'39"N, 5°57'18"E）面积11.32 平方千米，位于法国大東部大區默尔特-摩泽尔省，该省份为法国东北部内陆省份，是洛林的一部分，北邻比利时、卢森堡，北起顺时针与摩泽尔省、下莱茵省、孚日省和默兹省接壤。
与茹阿维尔接壤的市镇（或旧市镇、城区）包括：巴蒂伊、栋库尔莱孔夫朗、日罗蒙、穆瓦讷维尔、韦尔内维尔、圣艾、圣马塞尔。

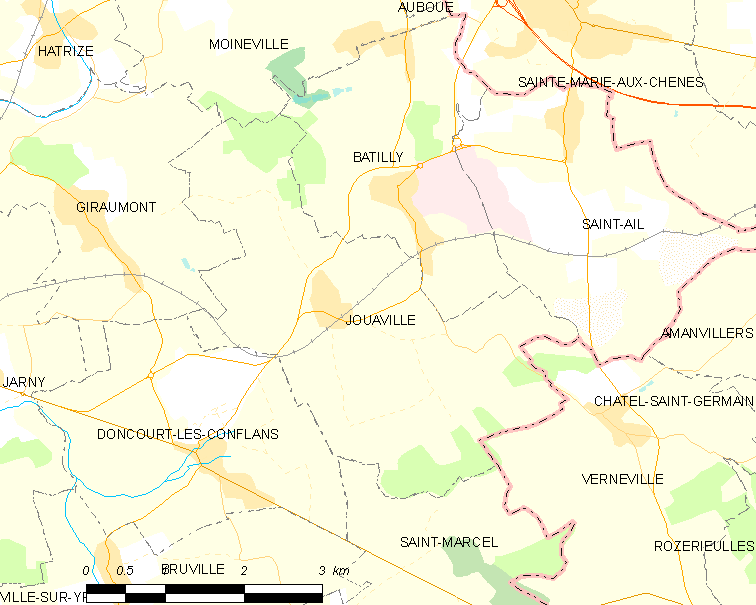
茹阿维尔的OSM定位图

茹阿维尔的时区为UTC+01:00、UTC+02:00（夏令时）。

## 行政
茹阿维尔的邮政编码为54800，INSEE市镇编码为54283。

## 政治
茹阿维尔所属的省级选区为雅尼县。

## 人口

1962-2008年间茹阿维尔人口变化图示

茹阿维尔于2022年1月1日时的人口数量为280人。